# Партечипацио, Аньелло

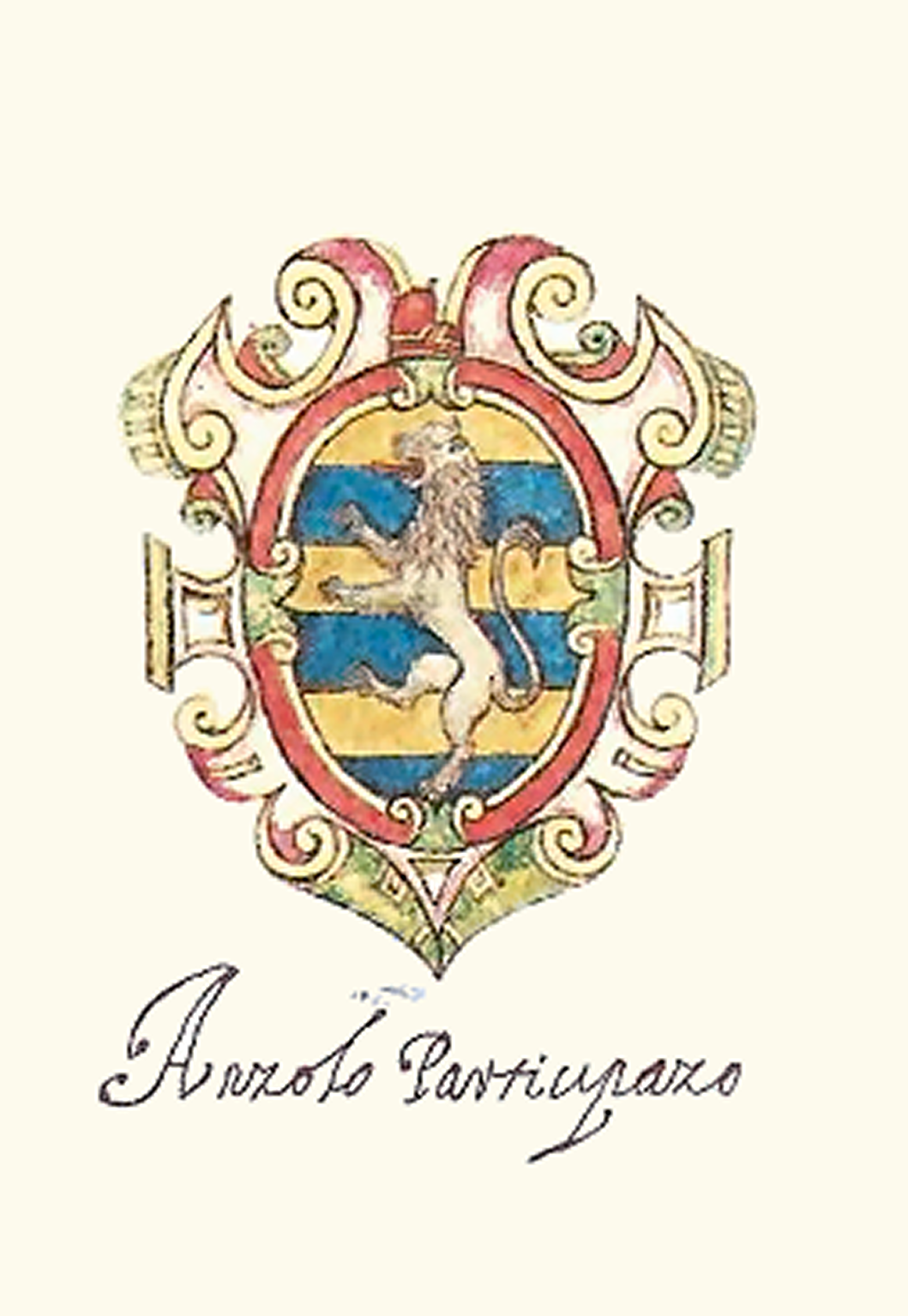
Герб Аньелло Партечипацио

Аньелло Партечипацио (итал. Agnello Partecipazio; умер в 829) — 10-й венецианский дож (809—827).

## Биография
Аньелло Партечипацио организовал сопротивление венецианцев войску франков, возглавлявшемуся королём Италии Пипином. После этого в 809 году народ избрал Аньелло дожем. Аньелло Партечипацио был возведён в герцоги в 809 году, когда венецианцы, собравшись в это время на общее собрание, постановили, что герцогский престол должен находиться в Риальто и что каждый год следует назначать двух трибунов, которые должны вершить суд по гражданским и уголовным делам рядом с герцогом. Совершив это, они поставили герцогом Аньелло Партечипацио, который вёл происхождение из Гераклеи. Из соображений безопасности Аньелло перенёс резиденцию дожей из Маламокко на остров Риальто. Таким образом, начала формироваться Венеция. На островах лагуны были выстроены дома из бревен, крытые соломой. Дома имели два входа, с твердой земли и воды. В дальнейшем его род стал именоваться Бадоер. Он впервые построил тот герцогский дворец, который существует ныне.
Герцог Аньелло, удручённый старостью, испустил дух, после того как провёл на своём герцогском престоле 18 лет, и был погребён в монастыре святого Илария, который сам же и основал.